# Nyron Nosworthy
Nyron Nosworthy (Londres, Inglaterra, 11 de agosto de 1980), jugaba como defensa central en el FC Dagenham & Redbridge de la National League. Fue internacional con la selección de Jamaica en catorce ocasiones entre 2012 y 2014.

## Clubes
| Club                      | País       | Año       |
| ------------------------- | ---------- | --------- |
| Gillingham                | Inglaterra | 1998-2005 |
| Sunderland                | Inglaterra | 2005-2012 |
| Sheffield United (cesión) | Inglaterra | 2010-2011 |
| Watford (cesión)          | Inglaterra | 2011-2012 |
| Watford                   | Inglaterra | 2012-2014 |
| Bristol City (cesión)     | Inglaterra | 2014      |
| Blackpool FC              | Inglaterra | 2014-2015 |
| Portsmouth F.C. (cesión)  | Inglaterra | 2015      |
| Blackpool FC              | Inglaterra | 2015      |
| FC Dagenham & Redbridge   | Inglaterra | 2015-2016 |

## Palmarés

### Campeonatos nacionales
| Título                       | Club       | País       | Año  |
| ---------------------------- | ---------- | ---------- | ---- |
| Football League Championship | Sunderland | Inglaterra | 2007 |